# Улъ-Жъланшък
Улъ-Жъланшък (на казахски: Ұлы Жыланшық; на руски: Улы-Жыланшык) е река протичаща в южната част на Костанайска област на Казахстан, вливаща се в горчиво-соленото езеро Аккол, разположено в най-южната част на Тургайската падина. Дължина 277 km (с лявата съставяща я река Дулъгалъ-Жъланшък 422 km). Площ на водосборния басейн 26 100 km².
Река Улъ-Жъланшък се образува от сливането на реките Дулъгалъ-Жъланшък (лява съставяща) и Улкен-Жъланшък (дясна съставяща), водещи началото си от западните склонове на планинския масив Улутау (част от Казахската хълмиста земя), на територията на Карагандинска област, на 190 m н.в. След образуването си тече в северна посока, след това в западна, а в долното си течение в посока юг-югозапад, през южната част на Тургайската падина, като образува голяма изпъкнала на север дъга. Влива се в горчиво-соленото езеро Аккол, разположено в най-южната част на Тургайската падина, на 103 m н.в. Основен приток река Жалаулъ (десен). Има предимно снежно подхранване. Водите ѝ частично се използват за напояване. По течението ѝ са разположени няколко малки населени места.